# アウグスト・ハインリヒ・ホフマン・フォン・ファラースレーベン

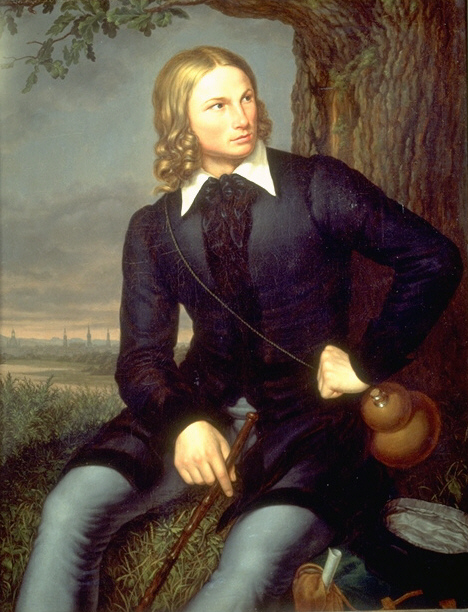
カール・ゲオルク・C・シューマッハーによる肖像画 (1819年)

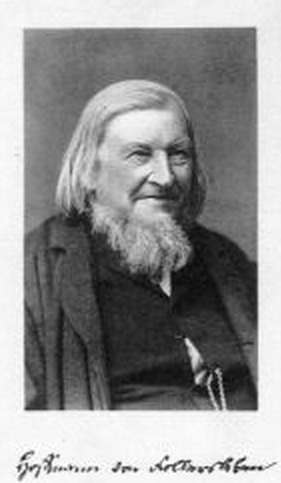
ホフマンのサイン入りの写真

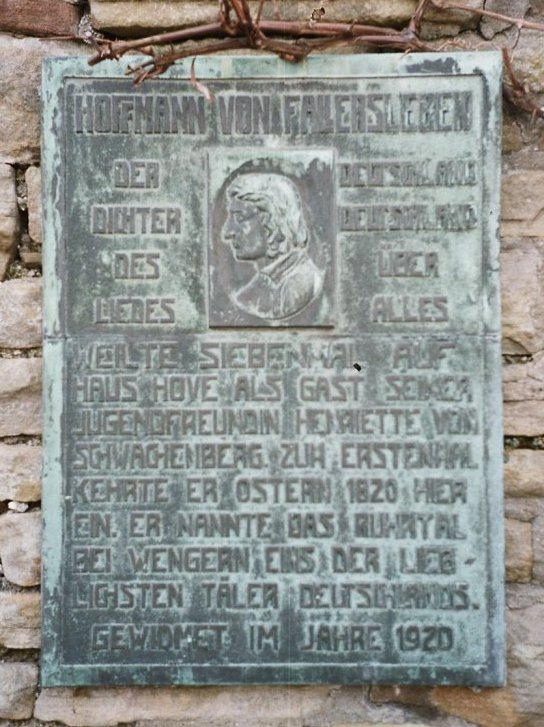
ヴェンゲルンのHaus Hoveにある銘板

アウグスト・ハインリヒ・ホフマン（August Heinrich Hoffmann, 1798年4月2日 - 1874年1月19日）は、ドイツ学教授、詩人。1841年に、のちにドイツの国歌となる詩「ドイツの歌」(Das Lied der Deutschen) を作った。ホフマン・フォン・ファラースレーベン (Hoffmann von Fallersleben) の呼び方もあるが、これは貴族階級の出身だと思わせたかったからではなく、姓が「ホフマン」というありふれたものなので、別の家系と区別するために、出身地名のヴォルフスブルク＝ファラースレーベン（現在はヴォルフスブルク市の一部）を姓の後ろに付けて名乗っていたためである。

## 生涯
ファラースレーベンの町長で、商人で宿屋の主人でもあったハインリヒ・ヴィルヘルム・ホフマン (Heinrich Wilhelm Hoffmann) と、その妻のドロテア・バルタザール (Dorothea Balthasar) の間に生まれた。1812年にファラースレーベンの国民学校を卒業し、ヘルムシュテットのギムナジウムに進学したが、2年後にブラウンシュヴァイクのマルティノ・カタリノイム学校 (Martino-Katharineum) に転校した。1815年5月に4篇の詩をもってデビューした。
18歳の時の1816年4月に、ゲッティンゲン大学で神学の勉強を始め、同じ年に「アルテ・ゲッティンゲナー・ブルシェンシャフト」のメンバーになった。ホフマンは本来は古典古代の歴史のほうに関心を持っており、ヨハン・ヨアヒム・ヴィンケルマンをその道での先達としていた。1818年にグリム兄弟と知り合った折に、祖国の地は古典古代よりも身近に存在するものではないのかとヤーコプ・グリムに尋ねられ、ドイツ語とドイツ文学（ドイツ学とドイツ哲学）の研究に転向した。
1818年、父親の人脈と金のおかげで、ホフマンは兵役に就かずに済んだ。同年、ホフマンは彼の教授のフリードリヒ・ゴットリープ・ヴェルカー (Friedrich Gottlieb Welcker) に付き従いボン大学へ行き、そこでヤーコプ・グリムとエルンスト・アルントに師事した。1819年に彼は「アルテン・ボンナー・ブルシェンシャフト」のメンバーになった。
1821年5月8日、中世の叙事詩『オトフリート』(Otfried) の断片を発見し、直後にこの発見を Bruchstücke vom Otfried ...（オトフリートの断片）の題で論文にして出版した。同年、彼の詩集 Lieder und Romanzen（歌とロマンス）が出版されたが、このとき初めてホフマン・フォン・ファラースレーベンの名を用いている。

### 職歴
1821年の12月に、ホフマンはボンからベルリンに移り、彼の兄弟の力添えで司書になった。これにより、ホフマンは、プロイセンじゅうに知られた個人図書館を所有する、グレゴール・フォン・モイゼバッハ男爵 (Gregor von Meusebach) と知り合う機会を得た。モイゼバッハ男爵の城で、ホフマンは、カール・フォン・サヴィニー、ゲオルク・ヴィルヘルム・フリードリヒ・ヘーゲル、アーデルベルト・フォン・シャミッソー、ルートヴィヒ・ウーラント (Ludwig Uhland) らと親交を結んだ。
1823年、ホフマンはブレスラウ大学図書館に学芸員主任として招かれた。彼はそこで1830年にヨハン・グスターフ・ゴットリープ・ビューシング (Johann Gustav Gottlieb Büsching) の後任としてドイツ語と文学の嘱託教授に任命され、1835年には正教授に任命された。この時期ドイツ古文書学とゲルマン古代学のゼミナールを自宅で開き、後に歴史家となるグスタフ・フライタークを教えている。
1840年と1841年に、彼の詩集 Die unpolitischen Liedern（政治とは関わりのない歌、上巻は140編、下巻は150篇の詩を収める）が出版されると、当時としては多い12,000部の初版を売り上げたうえに、多くの追加注文も来た。当時イギリスの水浴場であったヘルゴラント島に滞在していた1841年の8月26日に「ドイツの歌」を執筆し、同年の10月にはハンブルクで公式に初披露された。
ホフマンが特に関心を持っていた対象はオランダ語であった。彼はオランダとフランドルに合わせて8回旅行に赴き、その際にオランダ文献学の創始者となり、ライデン大学の名誉博士号を授与された。

### 転換期
詩集 Die Unpolitischen Liedern で彼自身が述べていたような彼の愛国的かつ民主的な態度のために、ホフマンはプロイセン政府によって教授職を解任された。翌年、ホフマンはプロイセンの国籍を剥奪され、国外追放になった。これが人生の転機となり、ホフマンは亡命してドイツを通り抜け、政治家の友人たちに受け入れてもらった。亡命中の彼の交際は、三月革命前の政治家ゲオルク・ファイン (Georg Fein) の関係者の範囲である。警察に絶え間なく見張られていた彼は39回国外追放になった。そのうち3回は彼の故郷であるファラースレーベンからであった。彼が放浪時代に滞在した場所のいくつか、たとえばフォアスフェルデ (Wolfsburg-Vorsfelde) やアルト＝ヴォルフスブルク (Alt-Wolfsburg) では、20世紀になって建物に看板が取り付けられ、以下のように記されている。
長い間、彼は逃亡先としてメクレンブルク (Mecklenburg) の騎士領にとどまっていた。領地の所有者がホフマンのことを牛飼いであると当局に伝えていたためである。彼の美しい童歌のかずかずは、この人里離れた田舎暮らしから生まれたものである。1848年の三月革命で出た大赦法のおかげで、彼はプロイセン領内での待機費用を支払ってもらうことができたが、教授職は戻ってこなかった。

### 結婚と家族
1849年に、ホフマンは名誉を回復し、ラインラントに戻ってくることができた。同じ年に、彼は51歳で、彼の姪でハノーファー＝ボートフェルト (Bothfeld-Vahrenheide) の牧師の娘である18歳のイーダ・フォン・ベルゲと結婚した。1855年には、ヴァイマルで二人の間に息子が一人生まれ、名付け親になった作曲家フランツ・リストとフリードリヒ・プレラー (Friedrich Preller der Ältere) の名をとって「フランツ・フリードリヒ」と名づけられた。フランツ・フリードリヒは、デュッセルドルフ芸術学校 (Kunstakademie Düsseldorf) とヴァイマルの大公芸術学校 (Großherzoglichen Kunstschule) のテオドール・ハーゲン(Theodor Hagen) のもとで教育を受けて風景画家になり、1888年までヴァイマールに住んだのちベルリンで教授職に就き、そこで1927年に亡くなりヴァイマルに埋葬された。彼の描いた絵画は、現在ヴォルフスブルク＝ファラースレーベンのホフマン・フォン・ファラースレーベン美術館に収蔵されている。

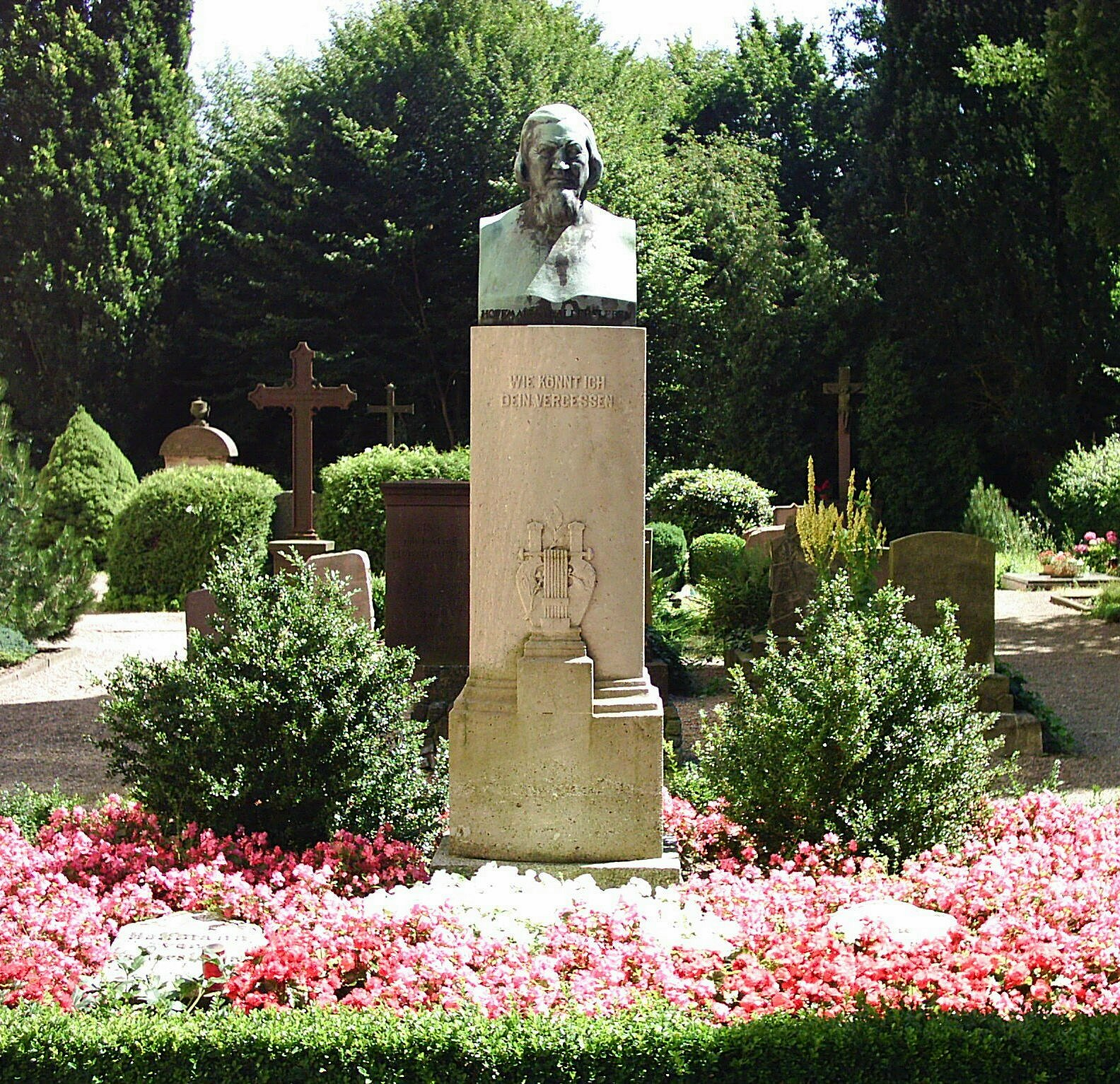
コルヴァイにあるホフマンの墓所

リストは、ザクセン＝ヴァイマル＝アイゼナハ大公カール・アレクサンダーの依頼で文学研究雑誌を出版していたヴァイマルの地で、1854年に詩人のホフマンと知り合った。1860年に一家はコルヴァイ (Corvey) に引っ越した。その地で彼は、リストとサイン＝ヴィトゲンシュタイン家のマリー王女の仲介で、ラティボル公爵ヴィクトル1世の宮廷図書館に勤め口を見つけた。同年、妻のイーダが逝去し、ホフマン自身も1874年1月19日に卒中によりコルヴァイで75歳で亡くなった。彼は、1,000人以上の弔問客の参列するなか、コルヴァイのかつての僧院に隣接する墓地で、妻の隣に埋葬された。

## 政治的思想
ホフマンは幼少期から既に政治に関心を向けていた。フランス革命から数年しかたっていない頃に生まれたホフマンは、神聖ローマ帝国の残りである専制君主制の小さな侯国が多数ある中で育ってきた。ホフマンは、子供のころのナポレオン・ボナパルトの占領時代に、公民権の導入（法の前での平等、信教の自由、裁判の公開制など）を体験した。大陸軍が1812年ロシア戦役で敗北を喫したことによって退却した後、ホフマンの故郷では、ハノーファー王国の方式で昔ながらの爵位階級制が再び採用された。
ホフマンの政治的意義は、公民権の自由が失われたことに対する闘争と、父なるドイツの地を統一しようという努力のためのものであった。後者はとりわけ、当時学生たちと自由思想を持つ市民たちに熱烈に歌われた彼の「ドイツの歌」全体にみられる。彼の Die Unpolitischen Lieder の詩も、当然ながらまるきり政治と無関係どころか、当時の国家政治情勢、たとえば小国分立状態・情報の検閲・専制君主制・政治と軍隊の全能性などを攻撃するものであった。
ただし、ホフマンは民主主義者ではなかった。彼の政治的目標の中心はドイツ統一であり、彼はそのためには皇帝制が復活してもよいとさえ思っていた。彼の思想の中にはフランスに対する憎しみもあり、彼の詩や書簡にはフランス滅亡を希望する意思が垣間見える。
1845年、ホフマンはシュレースヴィヒとホルシュタインの2つの公国を訪れ、まず最初に、デンマーク王室の政権に対抗するドイツ国民の蜂起にすっかり感激した。しかしながら、シュレースヴィヒ市で行われた集会のあと、彼は失望を日記に記している。
ホフマンはまた、筋金入りの反ユダヤ主義者でもあった。ドイツ民族たるものを中心に据えてものを考えていたので、彼は「ユダヤ・コスモポリタン」に反対の立場をとっていた。

„Des deutschen Kaisers Kammerknechte

sind jetzt Europas Kammerherrn.

Am Himmel aller Erdenmächte,

o Israel, wie glänzt dein Stern“ 

（試訳）

ドイツ皇帝のはしためたちが

今はヨーロッパの侍従なり

地の国々みなが天と仰ぐその場所に

おおイスラエルよ、お前の星は如何に輝く

ホフマンの作品は、彼を一発で有名にしたが、本職での成功をふいにすることにもなった。ドイツの統一と自由という、ホフマンの政治上最大の祈願が現実になったのは、彼がまだ存命中の1871年のことで、オットー・フォン・ビスマルクのもとでドイツ帝国が打ち立てられたときのことであった。

## 顕彰

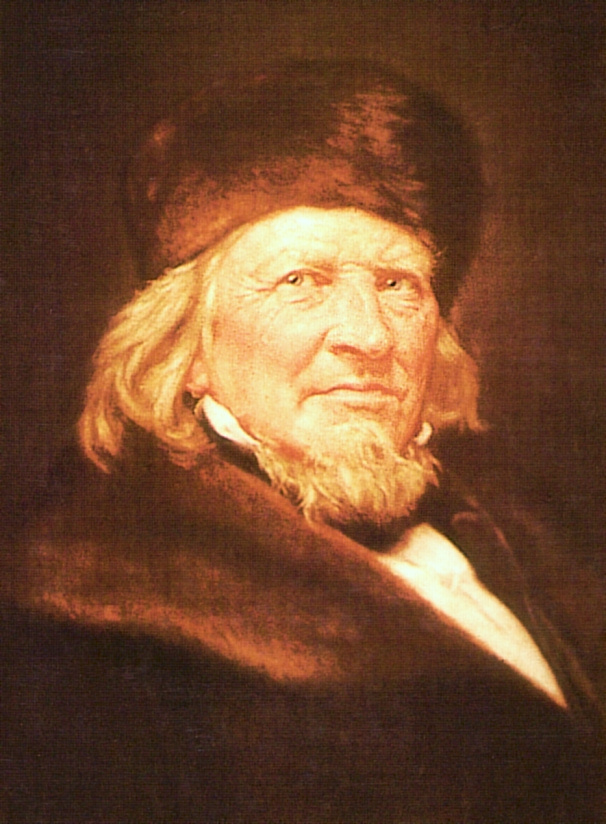
ホフマン・フォン・ファラースレーベン博物館にあるホフマンの肖像画

ヴォルフスブルク市のファラースレーベン城には、ホフマン・フォン・ファラースレーベン博物館が開設されている。ホフマンの生家(Hoffmann-Haus) は現在、宴会場（Saalbetrieb）つきのホテル・レストランとして運営されていて、ヴォルフスブルクの所有物となっている。建物の前にはホフマンの胸像が建っている。
ジークフリート・ノイエンハウゼン (Siegfried Neuenhausen) は、2007年に、ホフマンの肖像画入りのブロンズ製レリーフを作製した。このレリーフは、ハノーファーのニーダーザクセン州議事堂の建物であるライネシュロス (Leineschloss) の、名前を記した門のアーチに取り付けてある。2作目となるレリーフは、2008年からヴォルフスブルク市役所に展示してある。
北海に浮かぶヘルゴラント島には記念碑が建っている。
ブラウンシュヴァイク、ハノーファー、ヘクスター、リューティエンブルク、ヴァイマル、ヴォルフスブルクなどいくつかの都市では、ホフマンにちなみ学校に彼の名前をつけている。ホフマンを記念するため、「ホフマン・フォン・ファラースレーベン協会」が2年ごとに文学賞「ホフマン・フォン・ファラースレーベン賞」を授与している。さらに、毎年5月1日には、1860年のその日にホフマンがコルヴァイで司書職に就いたことを記念して、コルヴァイ城の大広間で、ドイツの統一に特に尽力した人物に対しホフマン・フォン・ファラースレーベンメダルが授与される。
ハノーファー＝ボートフェルトの聖ニコライ教会では、1941年に「ドイツの歌」誕生100周年を記念し、ホフマンを追憶するためにオークの木を植えた。ボートフェルトは、ホフマンが1849年に結婚し、多くの田園詩を創作した場所であり、そのことが石碑に記されている。

## 作品
政治色を帯びた歌のほかに、ホフマンは550篇の子供の歌を書いている。そのうち80篇には楽曲が施されているが、その多くはホフマンの友人のエルンスト・リヒター (Ernst Heinrich Leopold Richter)との合作である。さらにホフマンは、民謡や愛国歌も書いている。有名な歌には以下のものがある。
- Das Lied der Deutschen（ドイツの歌）：この詩の第3連がドイツの国歌になっている。
- Alle Vögel sind schon da（小鳥がみんなやって来た）：ハルデンスレーベン (Haldensleben) で執筆された歌。日本で「霞か雲か」として知られる歌の原曲。
- Ein Männlein steht im Walde（小人が森に立っている）：1843年12月の作。日本では「池の雨」の題。
- Biene（Summ, summ, summ）：日本では「ぶんぶんぶん」の題で愛唱される。
- Winter ade, scheiden tut weh（冬よさらば、別れゆくはつらし）：日本では「鳥の声」ないし「さよなら」の題。
- Kuckuck, Kuckuck, ruft's aus dem Wald（カッコウ、カッコウ、森の中で鳴いている）：日本では「かっこう」の題。
- Froschgesang：日本では「かえるの合唱」の題。
- Der Kuckuck und der Esel（カッコウとロバ）
- Morgen kommt der Weihnachtsmann（明日はクリスマスの聖人がやって来る）：「きらきら星」の旋律に詞を乗せたもの。
- Der Frühling hat sich eingestellt（春がやって来た）
- Auswanderungslied（さすらいの歌）
- Ruwertallied（ルーヴェル谷の歌）

## 著書目録
ホフマン・フォン・ファラースレーベンが著作者となっている作品（括弧内は初版の出版社、発行地および発行年）：
- Unpolitische Lieder I.（政治とは関わりのない歌 一）（Hoffmann und Campe, ハンブルク、1841年）
- Unpolitische Lieder II.（政治とは関わりのない歌 二）（Hoffmann und Campe, ハンブルク、1842年）
- Vorrede zu politischen Gedichten aus der deutschen Vorzeit.（いにしえのドイツよりの政治的詩への前書き）（G.L. Schuler, シュトラスブルク、1842年）
- Deutsche Lieder aus der Schweiz.（スイス由来のドイツ語の歌）（Winthertur und Zürich, 1843年）
- Fünfzig Kinderlieder von Hoffmann von Fallersleben nach Original- und bekannten Weisen mit Clavierbegleitung von Ernst Richter.（子供のためのホフマン・フォン・ファラースレーベンによる五十の歌、エルンスト・リヒターによるピアノ伴奏のついたオリジナルまたは有名なメロディに合わせて）（Xaver und Wigand、ライプツィヒ、1843年）
- Fünfzig neue Kinderlieder von Hoffmann von Fallersleben nach Original- und bekannten Weisen mit Clavierbegleitung von Ernst Richter.（子供のためのホフマン・フォン・ファラースレーベンによる新しい五十の歌、エルンスト・リヒターによるピアノ伴奏のついたオリジナルまたは有名なメロディに合わせて）（Friedrich Wassermann, マンハイム、1845年）
- Vierzig Kinderlieder von Hoffmann von Fallersleben nach Original- und Volks-Weisen mit Clavierbegleitung.（子供のためのホフマン・フォン・ファラースレーベンによる四十の歌、ピアノ伴奏のついたオリジナルまたは民謡のメロディに合わせて）（Wilhelm Engelmann, ライプツィヒ、1847年）
- Mein Leben: Aufzeichnungen und Erinnerungen.（我が人生：手記と追想）（全6巻、Carl Rümpler, ハノーファー、1868年 - 1870年）

ホフマン・フォン・ファラースレーベンが編者となっている作品：
- Politische Gedichte aus der deutschen Vorzeit.（いにしえのドイツよりの政治的詩）（1843年）(Digitalisat)

選集：
- Gesammelte Werke（作品選集）1893年（死後の編集）